# Regla de san Leandro
El libro de la educación de las vírgenes y del desprecio del mundo (Libellus de institutione virginum) o Regla de San Leandro es una regla compuesta por Leandro de Sevilla para su hermana Florentina, quien –según el mismo Leandro afirma– habría recibido el texto como regalo de profesión.
Algunos elementos textuales han permitido ofrecer al menos un arco de tiempo en que la regla habría sido elaborada. Leandro se llama a sí mismo obispo en el prólogo del texto y habla de un viaje que está por hacer, probablemente su destierro por la conversión de Hermenegildo. Además, habla a las monjas con autoridad lo que podría indicar que el monasterio en cuestión se encontraba dentro de su diócesis. Esto permite fijar la fecha de la carta en un período inmediatamente entre el 584 y 585.
En relación con sus fuentes, el autor parece conocer la literatura que trata sobre las vírgenes y que había sido elaborada por Padres de la Iglesia como Tertuliano, Cipriano de Cartago, Ambrosio de Milán, Agustín de Hipona, Juan Casiano, Jerónimo de Estridón, Osio de Córdoba, etc.

## Tradición y ediciones
La regla se ha conservado en los siguientes manuscritos (algunos solo fragmentos):
- Biblioteca del monasterio de El Escorial a.I.13, fol. 93v-108v del siglo IX
- Biblioteca de la abadía de Montecasino B A 331, del siglo XIII
- Biblioteca de la Real Academia de la Historia, Aemilianensis, códice 53, fol. 1r-24v del siglo XI
- British Museum add. 30055, fol. 109vb-110ra del siglo XVII
- Biblioteca nacional de Madrid, códice 112, fol. 82v-102v del siglo XI-XII
- Biblioteca nacional de París, Nov. acqu., Lat. n. 239, fol. 1r-2r

La primera edición impresa fue elaborada por Prudencio de Sandoval en 1604. Luego Cristóbal Bower realizó otra en 1616. Se incluyó además en la edición del Codex regularum de Benito de Aniane de Holstenio (1661) y de Billaine (1663). En la Patrologia latina se encuentra en el volumen 72, col. 873-894.
Fue publicada también en la colección Scriptores ecclesiastici Hispano-Latini Veteris et Medi Aevi en 1948.